# Gasthof zum Goldenen Löwen (Freital)

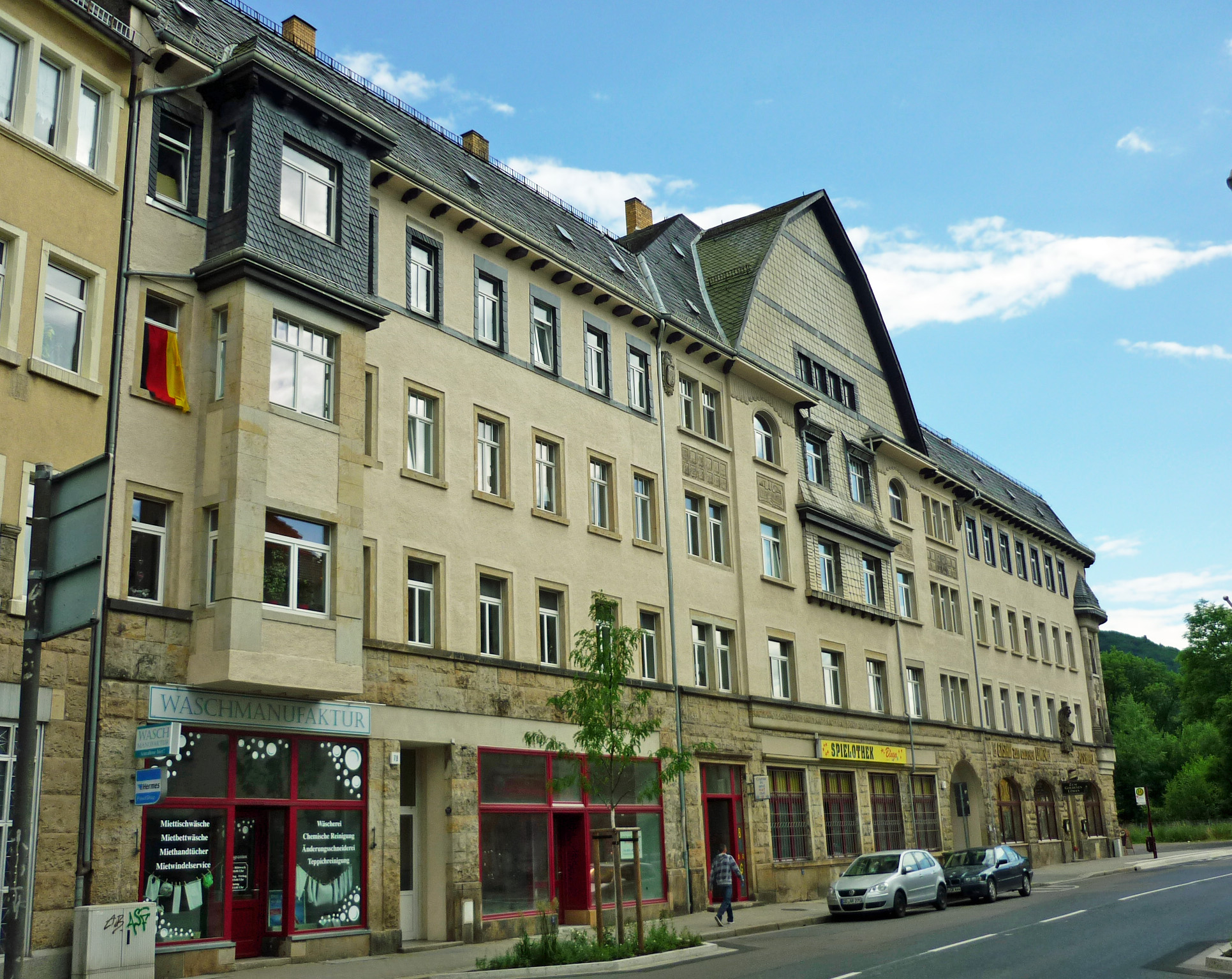
Straßenseitige Gebäudeansicht; Gasthof am hinteren Gebäudeteil

Der Gasthof zum Goldenen Löwen ist ein denkmalgeschütztes Wohn- und Geschäftsgebäude im Freitaler Stadtteil Potschappel, das eine Gaststätte beherbergt.

## Lage und Baubeschreibung
Der „Goldene Löwe“ befindet sich an der Einmündung der Turnerstraße in die Freitaler Hauptverkehrsachse Dresdner Straße (Turnerplatz). Hinter dem Gebäude fließt die Vereinigte Weißeritz nach Dresden, etwas südlich des Gebäudes mündet die Wiederitz in diesen Fluss. Der Gebäudekomplex liegt in Fahrtrichtung Dresden rechts der Dresdner Straße zwischen Turnerplatz und der Einmündung der Straße „Zur Lessingschule“ und erstreckt sich damit in Nord-Süd-Richtung entlang der Freitaler Hauptstraße.
Das Gebäude hat drei bewohnbare Stockwerke sowie zwei Dachgeschosse. Im Erdgeschoss befinden sich neben der Gastwirtschaft andere Gewerbeflächen. In der Mitte des Hauses befindet sich eine Durchfahrt zu den zur Weißeritz hin gelegenen Parkplätzen und Gärten. Auf dieser Seite des Gebäudes sind Balkone angebracht. Über dem Eingang zum Gasthof befindet sich eine Löwenstatue. Früher befand sich südlich des heute erhaltenen Gebäudeteils ein Ballsaal, von dem heute nur noch der Eingang mit wenigen dahinter liegenden Räumlichkeiten bestehen.

## Geschichte

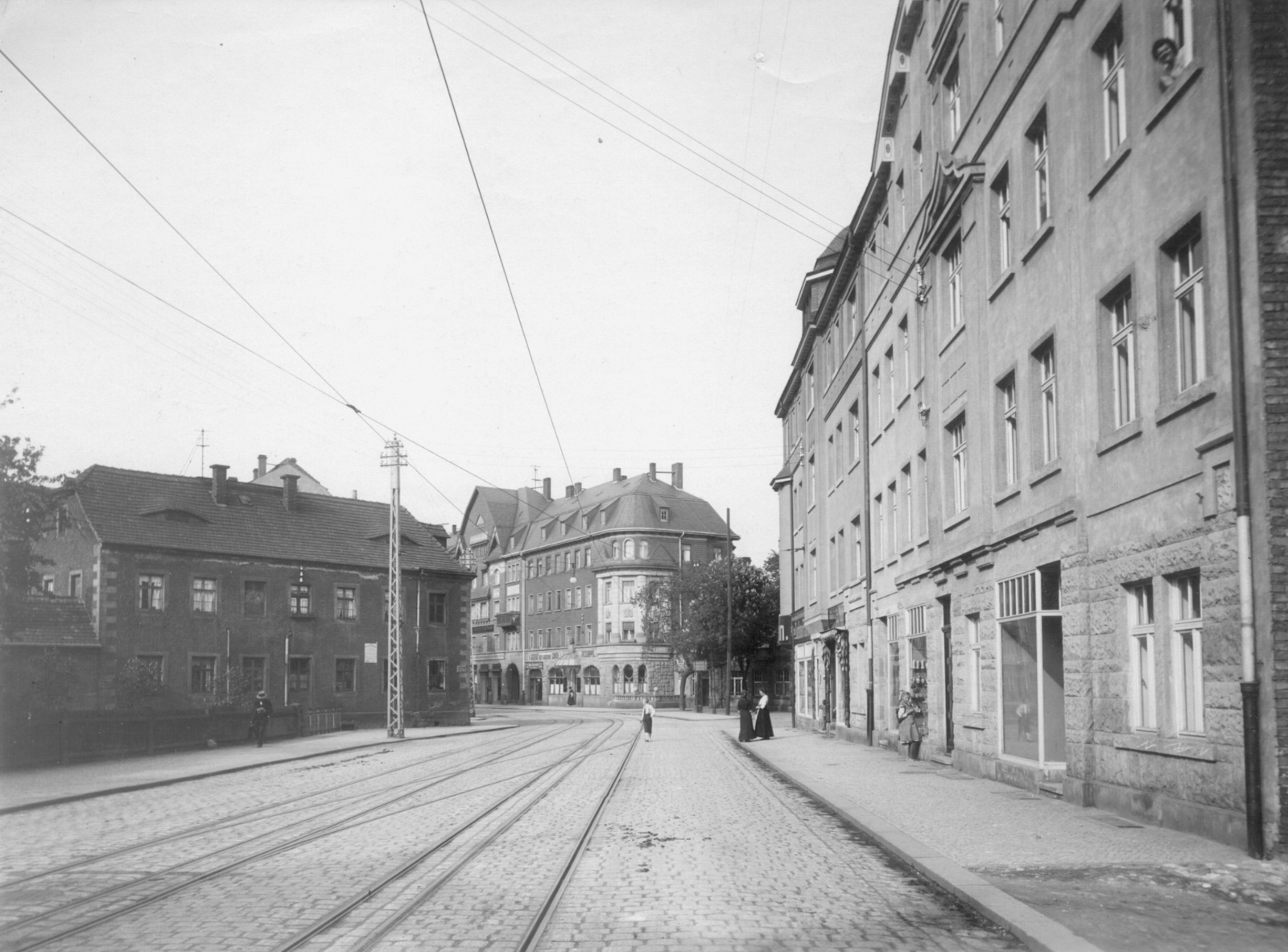
Ansicht der Unteren Dresdner Straße mit dem „Goldenen Löwen“ in Bildmitte, vor 1914

An Stelle des heutigen Gasthofes befand sich bereits seit dem 17. Jahrhundert ein Gasthof. Das Vorgängergebäude trug bereits den Namen „Zum Goldenen Löwen“, war deutlich kleiner und wurde im Jahr 1909 abgerissen. Etwas weiter nördlich ließ Gottlob Käppler das heute erhaltene Gebäude ab 1908 errichten. Es übernahm den Namen des Vorgängerbaus, den Käppler zuvor übernommen hatte. Der neue Ballsaal befand sich nun etwa dort, wo früher der alte Gasthof gestanden hatte. Im neuen „Goldenen Löwen“ befand sich neben Stehbierhalle und Ballsaal auch ein großer Festsaal für 500 Personen und eine Kegelbahn. Die übrigen Räumlichkeiten waren schon damals Wohnfläche. Durch die vielfältigen Veranstaltungen, wie Varietés, Bälle, Feiern und Konzerte, erlangte der „Löwe“ überregional Bekanntheit.
Die Stadt Freital, die am 1. Oktober durch den Zusammenschluss von Potschappel mit den Nachbargemeinden Deuben und Döhlen entstand, war in den 1920er Jahren eine Hochburg der Sozialdemokratie in Sachsen. Nach dem Zusammenbruch der nationalsozialistischen Diktatur in Deutschland wurde im Goldenen Löwen vom 5. bis 7. Oktober 1945 der erste Parteitag der sächsischen SPD abgehalten. Die vom Krieg zerbombten Dresdner Theater nutzten den Gasthof in den Nachkriegsjahren als Spielstätte, trotz teils ungünstiger Bedingungen für Theateraufführungen. Um die Situation zu verbessern, wurden 10.000 Mark von der Stadt an den Goldenen Löwen gespendet. Diese Periode in der Geschichte des Gasthofes ging 1948 zu Ende.
Auch während der DDR-Zeit blieb der Goldene Löwe bekannt. Er wurde nun als HO-Gaststätte betrieben und wurde durch das Engagement der Freitaler Tanzschule Richter Austragungsort von nationalen und internationalen Tanzturnieren. Zudem wurden einige bauliche Veränderungen vorgenommen. Nach der Wende konnte das Lokal nicht weitergeführt werden und musste schließen. Das Hochwasser im Jahr 2002 beschädigte den Ballsaal stark, sodass er 2004 abgerissen werden musste.
Im Jahr 2009 ließ ein österreichischer Investor das Gebäude grundlegend sanieren. Die verkleinerte Gaststätte wurde von neuen Eigentümern am 1. September 2011 wiedereröffnet und bis Dezember 2018 betrieben. Im April 2019 eröffnete der neue Inhaber den Biergarten – am 1. Mai 2019 folgte das renovierte Lokal.